# Chronicon Paschale
Le Chronicon Paschale (appelé aussi Chronique pascale ou Chronicum Alexandrinum ou Constantinopolitanum, ou encore Fasti Siculi) est une chronique byzantine de l'histoire du monde rédigée au VIIe siècle. Son nom vient du fait qu'elle utilise un système de chronologie fondé sur le cycle pascal. Son titre (traduit du grec) est Résumé des époques depuis Adam le premier homme jusqu'à la vingtième année du règne du très-Auguste Héraclius.
Pour les années qui vont de 600 à 627 (fin du règne de Maurice Ier, règne de Phocas et 17 premières années d'Héraclius) l'auteur relate des faits dont il a été contemporain.
Comme tous les chroniqueurs byzantins, l'auteur de cet ouvrage populaire rapporte des anecdotes, donne une description physique des principaux personnages, et même parfois des portraits détaillés, note les événements extraordinaires comme les séismes et l'apparition de comètes, en adoptant le point de vue de l'histoire ecclésiastique accordée au plan chronologique de la Bible. Le langage employé est une langue populaire, sans raffinements littéraires. 
Le principal manuscrit qui nous transmet cette chronique est le Codex Vaticanus Graecus 1941 du Xe siècle. Il lui manque le début et la fin, car le texte conservé s'arrête avant l'année 627. Il comprend une introduction relative à la chronologie chrétienne et au calcul du cycle pascal. Il adopte une ère dite « byzantine » ou « romaine » commençant le jour de la création du monde, le 21 mars 5507 av. J.-C.
L'auteur fut contemporain de l'empereur Héraclius (610-641), sans doute un clerc de la suite du patriarche œcuménique Sergios. Ses sources principales peuvent être identifiées : Julius Africanus (IIIe siècle) ; les Fastes consulaires ; l’Histoire ecclésiastique d'Eusèbe de Césarée ; la Chronique de Jean Malalas ; les Acta Martyrum ; le traité des Poids et Mesures d'Épiphane, évêque de Salamine de Chypre (IVe siècle).

## Édition
- Clavis Patrum Græcorum 7960-7962

### Articles
- (en) Article Chronicon Paschale de la Catholic Encyclopedia.
- (en) Article Paschal Chronicle de la Encyclopedia Britannica, 1911.

### Texte de la Chronique
- (en) Chronicon Paschale Vol.1; Chronicon Paschale Vol. 2, 1832, Dindorf edition sur Google Books.
- (en) Chronicon Paschale (pour les olympiades 112–187)